# Bozsó András
Bozsó András (Veszprém, 1960. október 15. –) magyar fotóművész.

## Életpályája
A középiskolát szülővárosában végezte el; 1978-ban érettségizett. Két hónapot járt a szegedi tanárképző főiskolára. Ezután statisztálásból, újságkihordásból és egyéb alkalmi munkákból élt. 1985-től fényképezett. Autodidakta módon tanult fényképezni. 1988-tól fényképezett komolyabban; 1988-tól vett részt kiállításokon. 1988–1991 között a Fiatalok Fotóművészeti Stúdiója tagja volt. 1991-től az Egyesült Képek Egyesületének a tagja. 1992-től lyukkamerával dolgozott. 1994-től a Magyar Fotóművészek Szövetsége tagja.

## Kiállításai

### Egyéni
- 1988 Kecskemét
- 1990 Szombathely, Budapest
- 1991-1992, 1995, 1997-1998, 2000-2001, 2007 Budapest
- 1995 Pozsony
- 1996 Dunaújváros, Esztergom
- 1997 Pécs
- 1998 Stockholm
- 1999 Antwerpen, Frankfurt
- 2001 Miskolc, Nyíregyháza
- 2010 Léva, Biatorbágy

### Válogatott, csoportos
- 1989 Szombathely
- 1990, 1994-1996, 1999, 2001-2003, 2008-2009 Budapest
- 1991 Kaposvár
- 1993 Kecskemét
- 1994 Dunaújváros, Esztergom
- 1996 Zágráb, Pozsony, Esztergom
- 1997 Prága
- 2000 Esztergom
- 2001 Párizs
- 2005 Lisszabon
- 2007 Pécs

## Díjai
- Pécsi József fotóművészeti ösztöndíj (1992–1994)[2]
- Az országos fotóbiennálé fődíja (1995)
- Esztergomi Fotóbiennálé I. díja (1996)
- Sinar Magyarország fotópályázat II. díja (1999)
- ARC óriásplakát-pályázat Fődíj és Közönség-díj (2000)
- Hungart Ösztöndíj (2000)
- Balogh Rudolf-díj (2004)[2]
- Camera obscura pályázat II. díja (Mai Manó Ház, 2008)